# Gornji Crnogovci
Gornji Crnogovci je naseljeno mjesto u Republici Hrvatskoj u općini Staro Petrovo Selo u Brodsko-posavskoj županiji.

## Župna crkva
U Gornjim Crnogovcima se nalazi kapela Male Gospe, naselje pripada župi sv. Antuna Padovanskoga iz Starog Petrovog Sela, dio je Novokapelačkog dekanata Požeške biskupije. 

## Zemljopis
Gornji Crnogovci se nalaze istočno od Nove Gradiške, 5 km jugozapadno od Starog Petrovog Sela, susjedna naselja su Zapolje na zapadu, Godinjak na sjeveru,  te Donji Crnogovci i Laze na jugu.

## Stanovništvo
Prema popisu stanovništva iz 2011. godine Gornji Crnogovci su imali 98 stanovnika. 
| broj stanovnika |       |       |       | 122   | 138   | 160   | 165   | 180   | 162   | 168   | 181   | 184   | 144   | 146   | 138   | 98    | 69    |
|                 | 1857. | 1869. | 1880. | 1890. | 1900. | 1910. | 1921. | 1931. | 1948. | 1953. | 1961. | 1971. | 1981. | 1991. | 2001. | 2011. | 2021. |

## Vanjske poveznice
- O Gornjim Crnogovcima na službenim stranicama Općine Staro Petrovo Selo  Arhivirana inačica izvorne stranice od 29. siječnja 2010. (Wayback Machine)